# 都市対抗野球大会 (福井県勢)
本項は、都市対抗野球大会における福井県勢の戦績についてまとめたものである。

## 概略
- 福井県は古くは北陸地区、東海北陸地区に属し、現在は北信越地区に属している。
- 福井県勢は本大会に出場経験がない。47都道府県の中で他に出場経験がないのは山梨県、島根県。

## 通算成績
（第92回大会まで。中止となった第15回大会を除く）
- 延べ出場回数　なし
- 優勝回数　なし
- 準優勝回数　なし
- 通算勝敗　－